# Lysimachia tashiroi
Lysimachia tashiroi är en viveväxtart som beskrevs av Tomitaro Makino. Lysimachia tashiroi ingår i släktet lysingar, och familjen viveväxter. Inga underarter finns listade i Catalogue of Life.